# Châteauroux Classic de l'Indre 2004
La Châteauroux Classic de l'Indre 2004, prima edizione della corsa e valida come evento categoria 1.3, si svolse il 22 agosto 2004 su un percorso di 181,5 km. Fu vinta dal bielorusso Aljaksandr Kučynski che terminò la gara in 3h56'35", alla media di 46,03 km/h.
Partenza con 135 ciclisti, dei quali 105 portarono a termine il percorso.

## Ordine d'arrivo (Top 10)
| Pos. | Corridore           | Squadra           | Tempo    |
| ---- | ------------------- | ----------------- | -------- |
| 1    | Aljaksandr Kučynski | Amore & Vita      | 3h56'35" |
| 2    | José Luis Rubiera   | US Postal         | s.t.     |
| 3    | Cédric Hervé        | Crédit Agricole   | s.t.     |
| 4    | Lénaïc Olivier      | Auber 93          | s.t.     |
| 5    | Luca Celli          | Vini Caldirola    | s.t.     |
| 6    | Florent Brard       | Chocolade Jacques | s.t.     |
| 7    | Jean-Patrick Nazon  | AG2R Prév.        | a 12"    |
| 8    | Marco Zanotti       | Vini Caldirola    | s.t.     |
| 9    | Tom Steels          | Landbouwkrediet   | s.t.     |
| 10   | Julian Dean         | Crédit Agricole   | s.t.     |